# 維吾爾族文學
維吾爾族文學分為碑銘、詩歌、神話傳說等形式，所有文學體裁中，愛情詩的數量占了非常龐大的比例。維吾爾族文學學內容上以愛情為主，但歌詠的對象並不只限於情人。
依據維吾爾文學發展的歷程，可以大致區分為七個重要的時期，分別為：鄂爾渾時代與回紇汗國時期、喀喇汗王朝與高昌回鶻國時期、察合台時期、葉爾羌汗國時期、清代前期、清代後期（批判現實主義時期）、現代時期。:4

## 鄂爾渾時代
此時其時間為7～9世紀中期，在這個時期，維吾爾族的祖先在鄂爾渾河的草原上建立了東突厥汗國、後突厥汗國以及回紇汗國，所以用鄂爾渾時期來稱呼此時期。這一時期文學體裁包括民歌（如《敕勒歌》）和碑銘。

### 碑銘作品
這一時期的維吾爾族祖先在草原上建立的東突厥汗國、後突厥汗國以及回紇汗國在當地留下大量的突厥文碑銘。透過這些碑銘上的文字及故事，能使研究者了解當時的歷史、文學以及語言的發展。

#### 雀林碑
此碑約建於西元686年，推測可能是要紀念後突厥汗國大臣暾欲谷。篆寫人不詳。

#### 翁金碑
約建於693年，在翁金河畔發現而得名。而紀念的對象有不同的說法，有人認為是紀念後突厥汗國頡跌利施可汗其妻，又有人認為是紀念默啜。篆寫人極有可能為暾欲谷。

#### 暾欲谷碑
立於720年，差不多為唐初時期，是後突厥汗國大臣暾欲谷的自傳，描述了他輔佐了三朝：頡跌利施、默啜、毗伽三位可汗，立下了豐功偉業與斐然的政績。在這個碑中，採用了對話的形式，押韻方面也富有巧思，內容則類似格言，用明喻的方式來表現。篆寫人為暾欲谷本人。

#### 闕特勤碑
此碑文為散文形式，建於732年，既是開國史，也是一首抒情詩。撰寫人為也勒哥。該碑文主要講述後突厥汗國開國可汗頡跌利施的長子毗伽可汗、以及次子闕特勤的豐功偉業，帶有一定英雄史詩的色彩。該碑文詳細描寫汗國成立的艱辛，以及幸福得來之不易，更提到了全部的突厥人民和睦團結、共同守住這些豐功偉業。而此碑的建立經過都有記載於《新舊唐書‧突厥傳》中。
全文總共分為兩大部分，第一部分是題銘或小議，共有11段。第二部分為正文，分四大段，敘述汗國締造的五十年過程。碑文主要描寫四個人：頡跌利施、默啜、毗伽三位可汗，以及毗伽的弟弟闕特勤等四人，每一段各描寫一人在領導國家時，征戰沙場的詳細過程。

## 高昌回鶻國與喀喇汗王朝時期
此時期為9世紀中期～13世紀，包含高昌回鶻國與喀喇汗王朝兩個政權。兩國的文學各有一定風格，文學體裁包括傳說（比如《乞希塔納‧伊利格‧伯克》、《烏古斯可汗的傳說》）、詩歌，以及語言學作品《突厥语大词典》。

### 詩歌

#### 福樂智慧
《福樂智慧》是玉素甫‧哈斯‧哈吉甫最重要的著作，花費十年左右的時間寫成。文體是長詩，是世界上少有的百科全書式的文學巨著，主要內容是給國君統治時有一套完整的參考材料，如司馬光的《資治通鑑》。當時喀喇汗王朝與宋朝關係極為密切，有文化與學術情報之間的交流；而從這本書看來，玉素甫對於當時國際的態勢瞭若指掌，也看得出他的博學多聞。福樂智慧》是維吾爾族中最重要、最具影響力的一本著作，全文總共13290行，有兩篇散文的序言、八十五章正言、以及三個附篇。採用了詩劇的方式敘事說理，一問一答。
《福樂智慧》採用了穆台卡里甫調式，即十一音節為一行的形式（短長長/短長長/短長長/短長）寫成；而押韻則是採用聯行體的形式，每兩行同韻，在書中的一萬多行中，形式完全沒有改變。

### 其它

#### 突厥語大辭典
由語言學家麻赫穆德·喀什噶里創作，是他最為重要的貢獻。該書在政治上有宣揚汗王形象的作用。
麻赫穆德·喀什噶里花了大量時間在調查上，得到第一手的詞彙資料後，他以阿拉伯語法、詞法為標準，分別歸納、整理以及剖析詞的來源、出處，還有像是發音差異、構詞規律等都有解釋，並輔以例證來完善每個詞彙。該辭典中總共收錄了7500個詞條，除了單詞之外，亦收錄有大量的詩歌、民歌和珍貴的民間文學資料，如：敘事詩、輓歌悼詞、各地突厥民族的民歌、酒歌、格言諺語等，因此有一定文學價值。

## 察哈台時期
持續時間為13～16世紀，包括蒙古建立的察合台汗國以及帖木兒汗國，《愛經》等詩歌是這一時期的名篇。

### 詩歌

#### 《愛經》
由哈喇子彌所作，由許多書信體的詩束組成。該作品不僅歌頌九天安拉，也歌頌了心上人。

#### 《古麗和諾魯茲》
敘事長詩《古麗和諾魯茲》是魯斐提最有名的作品。維吾爾族的傳統舞蹈古麗，以及諾魯茲節都與這一詩歌有關。
《古麗和諾魯茲》全詩共一百二十章，兩千四百多行。故事主角為古麗公主和諾魯茲王子，講述了他們悲歡離合的故事。

#### 《帕爾哈德與希琳》
敘事詩《帕爾哈德與希琳》的作者為維吾爾族詩人、思想家納沃伊，詩中的傳說在中亞地區十分流行。納沃伊根據了維吾爾民族原有的傳說改編而成，講述了和闐王子帕爾哈德和希琳公主的愛情故事。作者在這部詩中創造了帕爾哈德等許多正面的光彩形象。該詩作有浪漫主義氣息和現實主義精神，對後世有一定影響。

## 葉爾羌汗國時期
此時期從16世紀持續到17世紀，由葉爾羌汗國統治。該時期的文學不如上一時期，但仍有值得討論的部分。此時期最興盛的為詩歌，如阿牙再‧伯克‧希坎斯提之《世事紀》，除具有文學價值外，亦有一定歷史價值。

### 詩歌

#### 《世事紀》
敘事長詩《世事紀》是阿牙再‧伯克‧希坎斯提所作。阿牙再‧伯克‧希坎斯提在朝廷工作時，肩負賽义德賦予的使命，前往中亞的巴達赫尚，偶遇了他在二十年前所熱愛過的人，舊情往事一一湧上心頭，徹夜難眠。在一天抵達客棧後，與同房的朋友喝酒傾訴，因而寫下了這篇敘事長詩。全文有1325句聯句，2650行，講述了王子和熱娜的愛情故事。

## 清代前期
這一時代前期，葉爾羌汗國滅亡後，進入準噶爾汗國統治的時期。大小和卓兄弟引發的大小和卓之亂被乾隆皇帝平定，成為「十全武功」之一。進入18、19世紀後，維吾爾族的一切事務被白山、黑山兩派政治派系的相互鬥爭所影響與衝擊，當時的人民生活非常困苦。白山黑山之爭中，蘇菲主義盛行，思想自由受到限制。不過該時代仍然有許多具有較高文學藝術性的作品，是維吾爾文學史上的浪漫主義時代。以《愛苦相依》為開端，維吾爾文學才開始跳脫宗教的控制，思想得以開闊。

### 《愛苦相依》
《愛苦相依》（或稱《勞動與愛情》）作者為赫爾克提，體裁為長篇敘事詩，共二十七章，兩千行。故事內容主要是晨風如何為夜鷹和玫瑰之間穿針引線，為他們的愛情奔走。故事內容與文字有些有趣的部分，一開始夜鶯和玫瑰初次見面，晨風為了他們穿行花叢中，恣意流連。

### 《紀行》
這首詩為翟梨里所作，體裁為敘事詩，分為三個部分。第一部分為頌，主要是受到當時風氣的影響才寫出這段套話，因為沒有人會違背當時的寫作原則；第二部分為記述自己家鄉的風物、以及去其他地方生活之事，如喀什以及阿圖什的馬什哈德之行；第三部分則是記述了他再次回到莎車不久後，與弟弟戴梨里、摯友毛拉‧格則爾出遊的記事。

### 《玫瑰與夜鶯》
這邊舉的例子為毛拉‧艾萊姆‧謝赫亞爾‧薩拉赫所改編之故事。作者將廣泛流傳的故事改編成諷刺性悲劇敘事詩，並提出了值得大家深思的問題。
晨風看到夜鶯苦苦找不到所愛而煩惱，便把夜鶯介紹給賢慧的玫瑰，他們倆相見後非常情投意合，然而夜鶯只說了「天啊！我終於見到了心上人。」一句話就離開了，是因為看到玫瑰身邊有尖刺的陪伴因而身心受創，不告而別。然而夜鶯在到處尋找心上人時，卻各個都傲慢自大、狂妄，最後又回到玫瑰身邊。就在此時，一個園丁路過，聽到夜鶯的歌聲非常入迷，願意掏出鉅額金額收購，最後把夜鶯裝進籠子，夜鶯就死了。園丁說： 「我若早知它會這樣死亡，就不會把金錢白白撒出去。」

## 清代後期
在這一時期，清朝政權開始遭遇外國勢力的入侵，國際上帝國主義興盛，各國不無將中國視為下一個目標。維吾爾族的生活同樣困苦，這一時期的文學通常出現了關懷民生疾苦、諷刺統治者的醜陋等議題，因此這一時期又稱為「批判現實主義時期」。這一時期的有名詩歌有《熱碧亞與賽丁》和《苦難對策》。其中，阿布都熱衣木‧納札爾的詩歌《熱碧亞與賽丁》根據真實事件創作，是維吾爾文學史上批判寫實主義的開端。

## 現代時期
時間為19世紀末期至今。這一時期的有名詩作有鐵依甫江所作的《祖國，我生命的土壤》，以及黎‧穆塔里甫所作《中國》。